# Lars Glassér
Lars Glassér   (Kungsholm, 4 d'octubre de 1925 - Rättvik, 15 de gener de 1999) fou un piragüista en aigües tranquil·les suec que va competir durant les dècades de 1940 i 1950.
El 1952 va prendre part en els Jocs Olímpics d'Estiu de Hèlsinki, on va guanyar la medalla de bronze en la prova del K-2, 1.000 metres del programa de piragüisme. Formà equip amb Ingemar Hedberg.
En el seu palmarès també destaquen sis medalles al Campionat del Món en aigües tranquil·les, cinc d'or i una de plata, entre les edicions del 1948 i 1954.